# Анджеліка Гавальдон
Анджеліка Гавальдон (ісп. Angélica Gavaldón; нар. 3 жовтня 1973) — колишня мексиканська тенісистка.
Найвищу одиночну позицію світового рейтингу — 34 місце досягла 1 січня 1996, парну — 236 місце — 11 березня 1991 року.
Здобула 3 одиночні та 1 парний титул туру ITF.
Найвищим досягненням на турнірах Великого шолома були чвертьфінали в одиночному розряді.
Завершила кар'єру 2000 року.

## Фінали ITF

### Одиночний розряд: 4 (3-1)
| турніри $100,000 |
| турніри $75,000  |
| турніри $50,000  |
| турніри $25,000  |
| турніри $10,000  |

| Результат | Ранг | Дата           | Турнір                   | Покриття | Суперниця        | Рахунок  |
| --------- | ---- | -------------- | ------------------------ | -------- | ---------------- | -------- |
| Перемога  | 1.   | 8 грудня 1991  | Сан-Луїс-Потосі, Мексика | Тверде   | Сьюзанн Італьяно | 6–2, 6–2 |
| Перемога  | 2.   | 25 жовтня 1992 | Сан-Луїс-Потосі, Мексика | Тверде   | Морін Дрейк      | 6–1, 6–4 |
| Поразка   | 3.   | 27 квітня 1997 | Монтеррей, Мексика       | Ґрунт    | Сандра Качіч     | 3–6, 2–6 |
| Перемога  | 4.   | 2 червня 1997  | Ташкент, Узбекистан      | Тверде   | Анна Смашнова    | 6–3, 6–2 |

### Парний розряд: 1 (1-0)
| Результат | Ранг | Дата          | Турнір                   | Покриття | Партнерка        | Суперниці                   | Рахунок       |
| --------- | ---- | ------------- | ------------------------ | -------- | ---------------- | --------------------------- | ------------- |
| Перемога  | 1.   | 8 грудня 1991 | Сан-Луїс-Потосі, Мексика | Тверде   | Шочітль Ескобедо | Корнелія Ґрунес Джин Лозано | 6–2, 7–6(9–7) |